# Eva Braun
Eva Anna Paula Braun (Monaco di Baviera, 6 febbraio 1912 – Berlino, 30 aprile 1945) è stata una fotografa tedesca, nota per essere stata la compagna e, negli ultimi due giorni della sua vita, la moglie di Adolf Hitler.

## Biografia

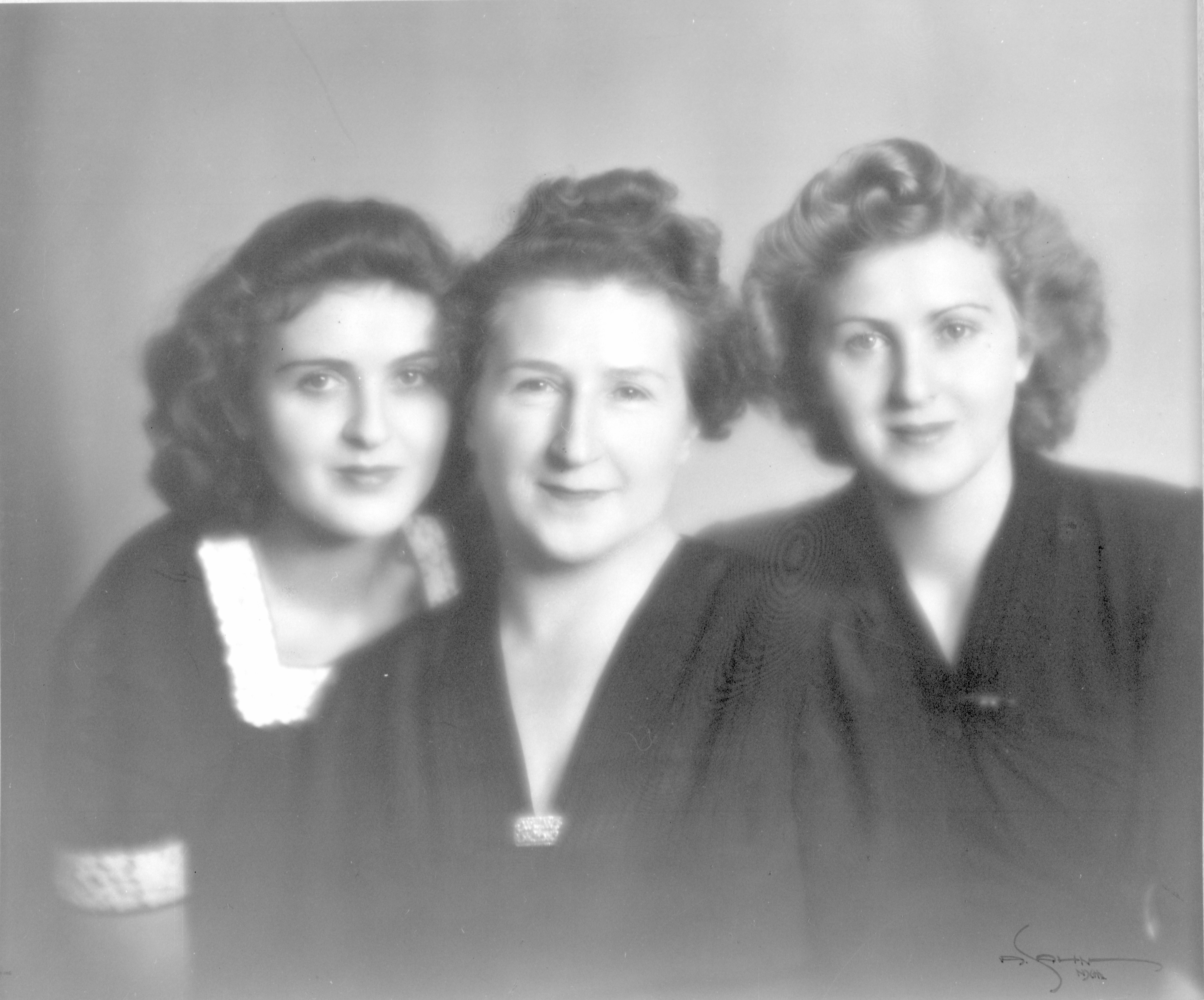
Eva (a destra) insieme a sua madre Franziska e a sua sorella Gretl, alle quali era molto legata.

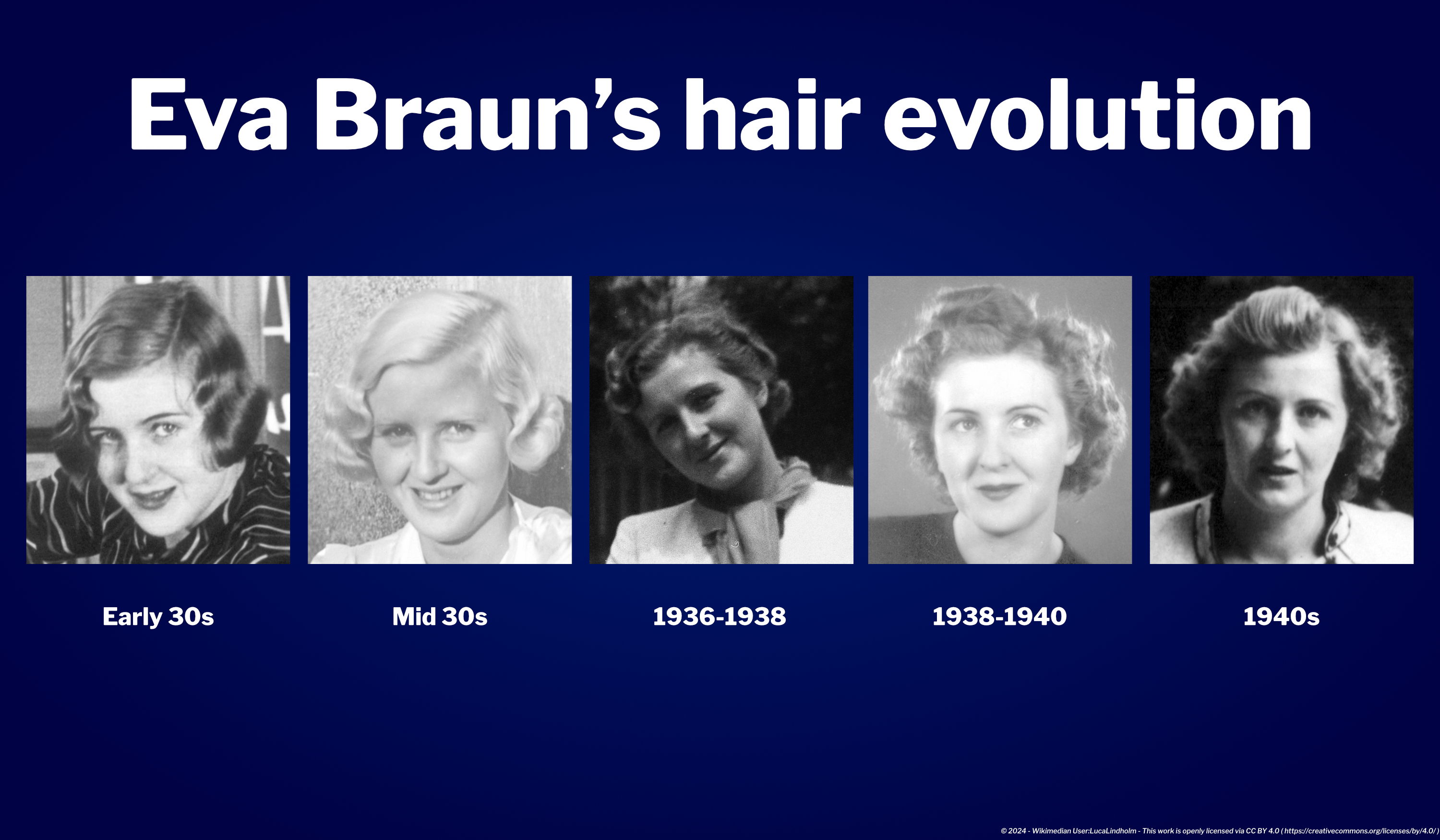
Evoluzione temporale della capigliatura di Eva Braun. Passando da un'acconciatura tipica degli anni '20, la Braun tentò prima un biondo liscio, per poi approdare nella seconda metà degli anni '30 a dei più naturali capelli ondulati o ricci di colore naturale. Questo continuo cambiamento di acconciatura per compiacere Adolf Hitler potrebbe essere un segno della sua insicurezza nelle relazioni sociali, che la condusse a tentare ben due suicidi.

### Origini
Eva Braun nasce a Monaco di Baviera, nella Isabellastraße 45, dal luterano Otto Wilhelm Friedrich (Fritz) Braun (1879-1964) e della cattolica Franziska Katharina (Fanny) Kronberger (1885-1976) che si sposarono nel 1908.
Le sorelle Braun in totale furono tre:
- Ilse (1909 - 1979): non interessata al nazionalsocialismo e rimasta sempre in disparte[2], svolgendo il mestiere di impiegata e segretaria dal 1929 in poi (impiegata come segretaria per un medico ebreo, perse il posto quando costui fu colpito dalle leggi di Norimberga e costretto ad emigrare);
- Eva stessa: impiegata e fotografa presso lo studio fotografico di Heinrich Hoffmann dal 1929, amante e poi moglie di Adolf Hitler;
- Gretl (1915 - 1987): vivace e socievole, molto legata alla sorella Eva a cui pure assomigliava molto in volto, impiegata anch'ella presso lo studio di Hoffmann dal 1929, anche come fotografa professionista; sposatasi con Hermann Fegelein nel 1944, che verrà fucilato negli ultimi giorni del Terzo Reich per tradimento, in quanto aiutante personale di Heinrich Himmler che aveva presentato un'offerta di capitolazione agli alleati.

Eva e le sue sorelle vengono educate secondo la religione della madre. Da adolescente, verso gli anni 1928/29 la madre si accorse che non aveva le mestruazioni, questo dovuto al fatto che, dopo indagini da parte di medici specialisti, le fu diagnosticata la Sindrome di Rokitansky per via dell'utero non completamente sviluppato. La scoperta della malformazione aveva richiesto un intervento chirurgico per modellare il condotto uterino.
Dopo aver frequentato il liceo, trova un impiego come commessa nello studio del fotografo personale e amico di Hitler, Heinrich Hoffmann.

### La relazione con Adolf Hitler

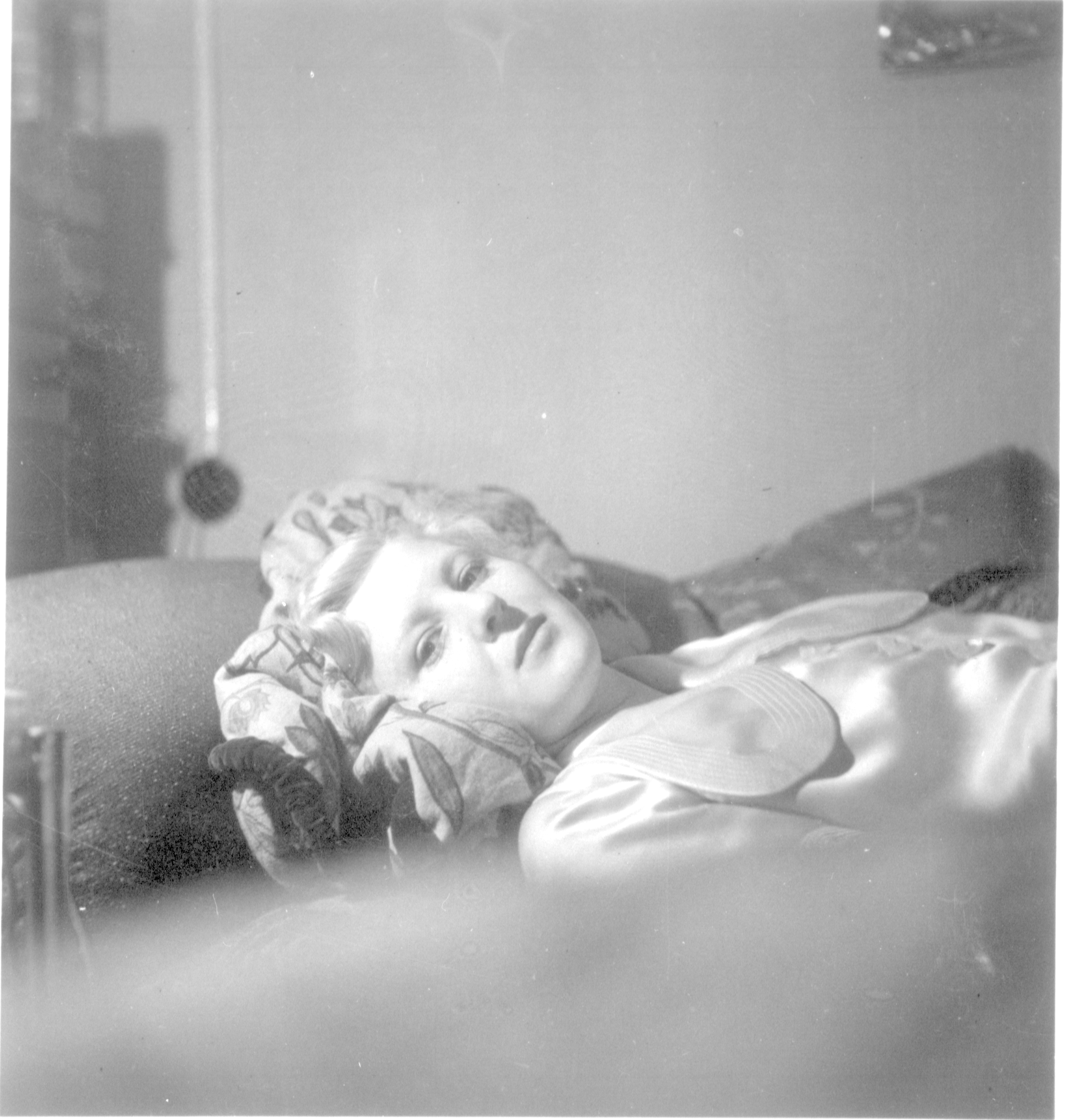
Eva Braun nell'autunno 1935, poco dopo il secondo tentativo di suicidio. I due tentati suicidi attirarono progressivamente le attenzioni di Hitler, che iniziò una relazione con lei sempre più intensa man mano che lei acquisiva sicurezza di sé stessa nella seconda metà degli anni '30.

L'incontro tra la giovane ragazza ed il futuro Führer avviene nell'ottobre del 1929, ma, inizialmente, Eva non rimane particolarmente impressionata da quel signore «di una certa età con dei buffi baffetti».
La loro relazione diventa seria intorno al 1932: la presunta amante di Hitler, la nipote Geli Raubal, figlia della sorellastra Angela Hitler, si è suicidata l'anno precedente ed Eva incomincia a frequentare assiduamente, all'insaputa dei suoi genitori, l'appartamento dell'uomo.
In vista delle importanti elezioni del 1932, Hitler ed il suo entourage girano la Germania in lungo e in largo, occupati con la campagna elettorale.
Eva rimane sola per lungo tempo, fino a che, il 1º novembre, si spara un colpo in gola. Fortunatamente salva, il suo gesto attira però l'attenzione di Hitler, che aveva ancora in mente sua nipote Geli Raubal e la sua tragica fine. Il 28 maggio 1935 tenta nuovamente il suicidio, ingerendo sonniferi, ma anche stavolta riesce a salvarsi: Eva esplicita così la sua totale mancanza di sicurezza in sé stessa, testimoniata anche dal continuo cambio di acconciatura e di colore dei capelli (prima al naturale e quasi lisci fino a inizio anni '30, poi biondi e con dolci risvolti a metà decennio, poi ancora di nuovo di colore naturale ma ricci dal 1937-'38 in poi).

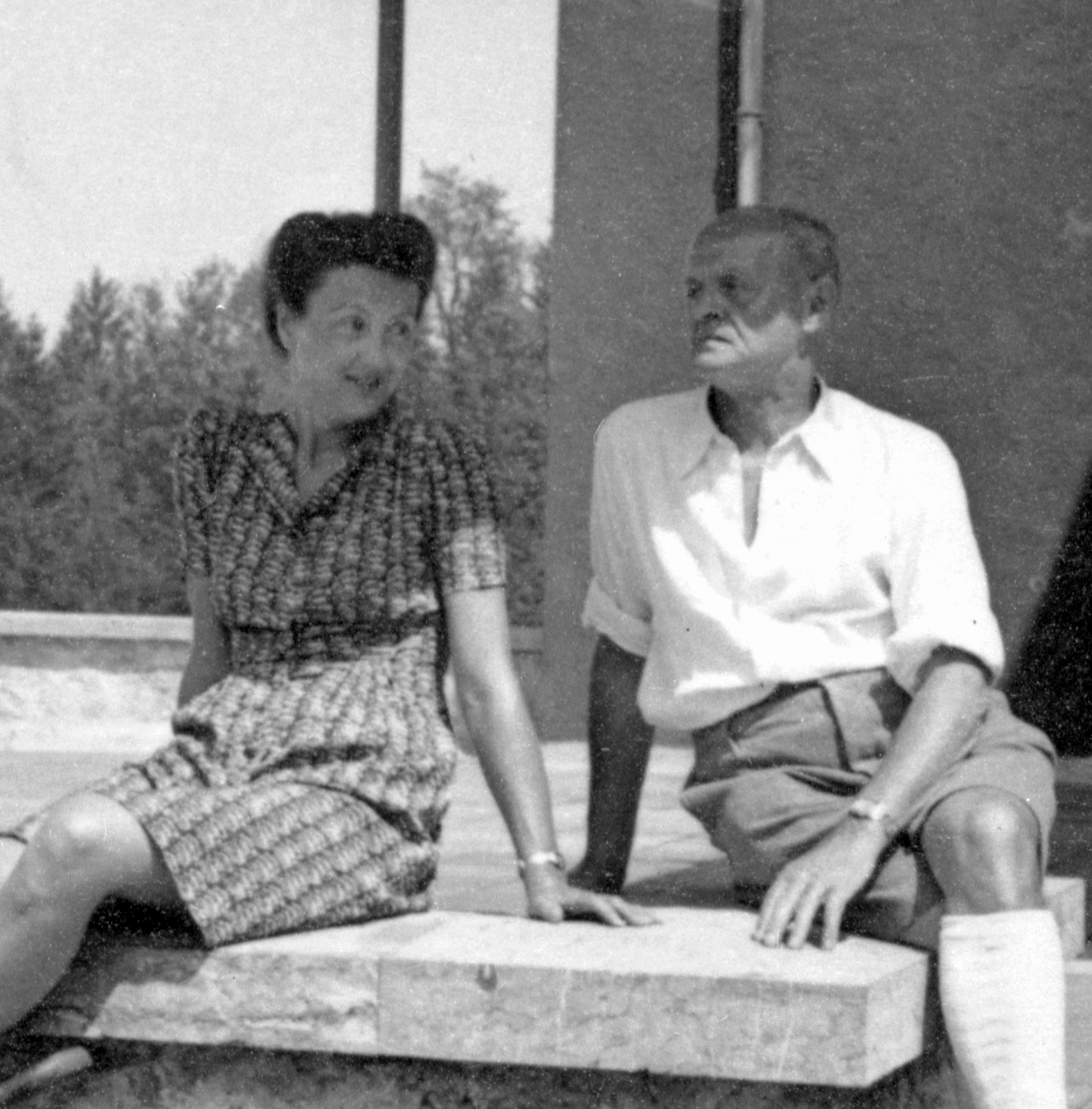
I genitori di Eva Braun, Franziska Kronberger e Friederich Braun, al Berghof negli anni '30.

Nell'autunno del 1935 abbandona lo studio di Hoffmann e si trasferisce in una villetta nel quartiere residenziale di Monaco, dono personale del Führer, insieme alla sorella minore Gretl ed ai suoi due scottish terrier, Negus e Stasi. Poco a poco inserendosi nella borghesia di Monaco, Eva acquisisce sicurezza di sé anche grazie al costante supporto della sua famiglia. Ama trascorrere le vacanze al Berghof, la residenza personale di Hitler, dove può comportarsi da padrona di casa e intrattenere numerose feste per ospiti illustri. È libera di fare ciò che vuole, compreso bere e fumare, ma viene descritta come «la donna più infelice del Terzo Reich».

Negli anni fra il 1938 e il 1942 Eva e la famiglia si recarono in visita in Italia, visitando Milano, la Liguria (soprattutto Paraggi e Portofino), Bologna, Venezia e Firenze.

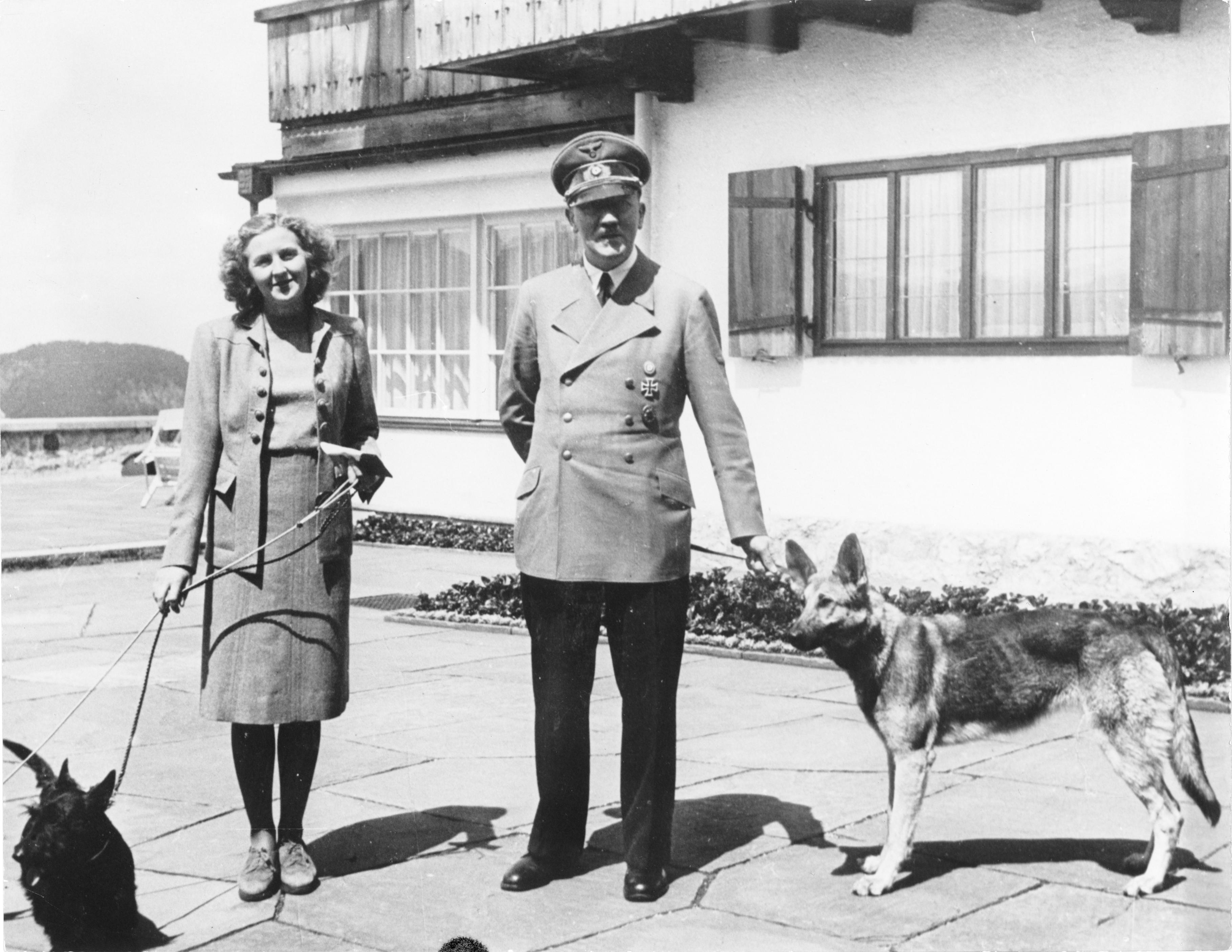
Adolf Hitler ed Eva Braun, con i loro cani, al Berghof nel 1942

Il 3 giugno 1944 sua sorella Gretl Braun sposa l'Obergruppenführer Hermann Fegelein, che verrà fucilato negli ultimi drammatici atti del Terzo Reich a causa delle trattative che lui ed Himmler stavano attuando con gli Alleati per mezzo del conte Folke Bernadotte.
Nel febbraio 1945 Eva torna a Monaco per festeggiare con la famiglia i suoi 33 anni, ma riparte subito per Berlino, per restare accanto al compagno, in un estremo atto di coraggio ed amore. I due vengono sposati il 29 aprile da Walter Wagner, alla presenza di Joseph Goebbels e Martin Bormann. La sposa indossa un vestito nero di seta ed è orgogliosa di poter scrivere sul documento ufficiale il nome "Eva Hitler". Eva Braun ed Adolf Hitler si suicidano nel pomeriggio di lunedì 30 aprile 1945, intorno alle 15:30. Lui si spara un colpo di pistola, mentre lei si avvelena con il cianuro. I corpi vengono bruciati e seppelliti nel giardino della cancelleria.
Con l'apertura, nel 1993, di alcuni archivi del disciolto KGB, i documenti concernenti la morte di Hitler hanno ufficialmente confermato la ricostruzione di Hugh Trevor-Roper, raccolta nel libro The Last Days of Hitler ("Gli ultimi giorni di Hitler") del 1947 e concomitante con quella sovietica. L'Armata Rossa scopre presso l'uscita di emergenza del Führerbunker i cadaveri di Hitler, Eva Braun, il cane Blondi ed il suo cucciolo. Temendo che il sito scelto per la sepoltura dei cadaveri potesse divenire centro di culto per neonazisti e fanatici, il direttore del KGB, Jurij Andropov, ordinò la cremazione dei resti ed, il 4 aprile 1970, le ceneri furono sparse nel fiume Elba.
Il resto della famiglia Braun sopravvisse alla guerra. Suo padre Fritz morì nel 1964, sua madre nel 1976, all'età di 96 anni, e la sorella maggiore Ilse si spense nel 1979. Gretl, il 5 maggio 1945, mise al mondo una bambina, che chiamò Eva, in onore dell'amata sorella. Proprio come la zia, Eva Fegelein si tolse la vita a causa di un uomo, nel 1975. Gretl, che nel 1954 si era sposata in seconde nozze, morì invece nel 1987.

### La cugina Gertraud Weisker
La giornalista tedesca Sybille Krauss, che già nel 1998 in una intervista, si era detta interessata ad analizzare la figura di Eva Braun, una donna così lontana dalla politica eppure presente in quel contesto, ha scritto nel 2000 un libro non direttamente su Eva (presentandolo a Berlino) ma su sua cugina (di Eva Braun) che era presente all'evento, Gertraud Weisker, nata Winkler, classe 1923, quindi giovanissima nel 1944, che frequentava il Berghof e sua cugina Eva. Il libro dal titolo Evas Cousine ("la cugina di Eva"), su scelta dell'autrice, è romanzato e non biografico. Ha meravigliato l'autrice il fatto che ha destato grande interesse la presentazione nei mondo dei media e della pubblica opinione tedesca. Il testo affronta come si possa vivere all'ombra del potere inseguendo sogni fantasiosi di una Hollywood dorata come aspirazione per una carriera cinematografica sempre sognata da Eva Braun. Realtà vissute storicamente dalla cugina Weisker che essendo stata ospite all'Obersalzberg, nel Berghof, il nido d'aquila, nell'estate del 1944, aveva vissuto l'atmosfera, le tensioni, le vicissitudini di quel luogo per loro incantato (mentre nel resto del mondo si scatenava l'inferno) in un periodo di assenza del dittatore tedesco da quel suo amato rifugio in quanto impegnato a dirigere gli eventi bellici della Prussia Orientale, dove aveva anche la Tana del Lupo. Gertraud Weisker ha sempre ribadito che sia lei che la cugina Eva "non avevano aderito al nazismo", pensando solo a nuotare, passeggiare con i cani, cavalcare, divertirsi, godere quello che la vita poteva offrire restando estranee alla politica ideologica.

## Vista da vicino
Per cercare di conoscere una Eva Braun più da vicino esiste anche la testimonianza di una delle 12 cameriere assunte al Berghof, Elisabeth Kalhammer (1924-2022), detta Lilibeth nell'entourage di Hitler, che descrisse il dittatore come uomo goloso di dolci e di Eva Braun particolarmente gentile e premurosa nei confronti del personale addetto.
Nel privato Hitler amava chiamare la sua amante Eva Braun "Tschapperl": si tratta di una espressione bavarese per "piccola sciocca" da come è anche emerso da un documentario televisivo tedesco il cui realizzatore aveva trovato difficoltà a pronunciarlo subito.

## Influenze culturali

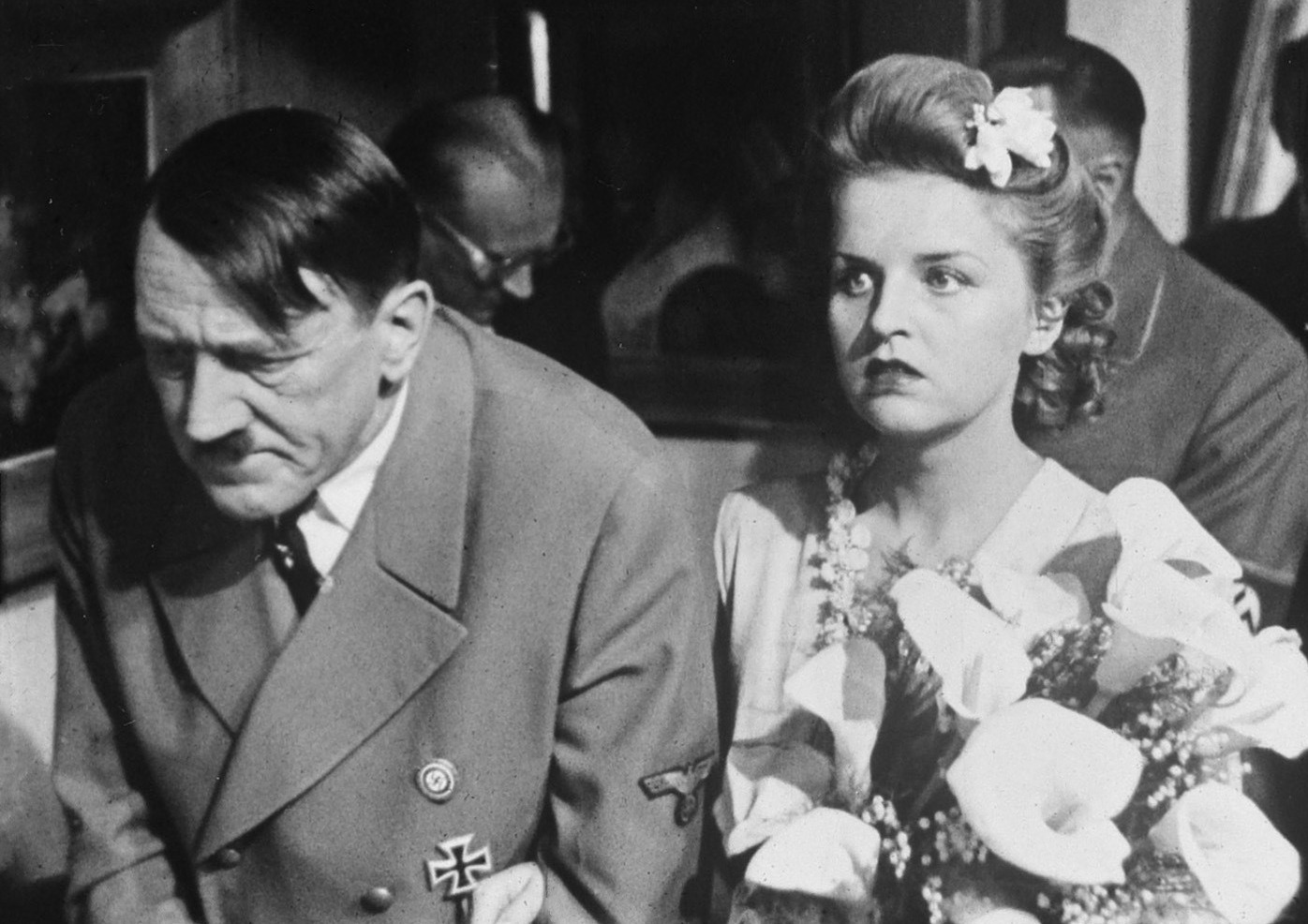
Sconosciuta al pubblico mondiale fino alla fine della guerra, il primo film su Hitler in cui compare Eva Braun è quello sovietico La caduta di Berlino del 1949.

- Sconosciuta al pubblico mondiale fino alla fine della guerra, il primo film su Hitler in cui compare Eva Braun è quello sovietico La caduta di Berlino del 1949.La caduta - Gli ultimi giorni di Hitler, regia di Bernd Eichinger (2004) - interpretata da Juliane Köhler.
- Un brano dei The Boomtown Rats contenuto nell'album A Tonic For The Troops è intitolato (I Never Loved) Eva Braun.[23]
- Eva Braun è menzionata nel brano Ladies contenuto nell'album Introducing Sparks degli Sparks.[24]
- Eva Hitler è un racconto di Simone Consorti, ambientato nella notte del 29 aprile 1945, pubblicato nella raccolta Otello ti presento Ofelia (L'erudita, 2018).